# Ecliptopera subaenescens
Ecliptopera subaenescens là một loài bướm đêm trong họ Geometridae.